# BitTornado
Бит торнејдо (енгл. BitTornado) клијент је за торент мреже за размену података. Развио га је Џон Хофман, који је такође створио његовог претходника. Програмиран је помоћу Пајтон програмског језика, због платформске независности. Због тога, могу га користити серверске стране на серверима који подржавају Пајтон апликације.